# Schömberg (Zollernalb)
Pour les articles homonymes, voir Schömberg.
Schömberg est une ville de Bade-Wurtemberg (Allemagne), située dans l'arrondissement de Zollernalb, dans la région Neckar-Alb, dans le district de Tübingen.